# Pelarspirea
Pelarspirea (Spiraea henryi) är en rosväxtart som beskrevs av William Botting Hemsley. Enligt Catalogue of Life ingår Pelarspirea i släktet spireor och familjen rosväxter, men enligt Dyntaxa är tillhörigheten istället släktet spireor och familjen rosväxter. Arten har ej påträffats i Sverige. Utöver nominatformen finns också underarten S. h. omeiensis.